# Jennie Öberg
Jennie Öberg (Piteå, 4 novembre 1989) è un'ex fondista svedese.

## Biografia
In Coppa del Mondo ha esordito il 20 novembre 2010 a Gällivare (61ª) e ha ottenuto l'unica vittoria, nonché unico podio, il 24 gennaio 2015 a Rybinsk. Ai Mondiali di Falun 2015, sua unica presenza iridata, si è classificata 37ª nella 10 km.

## Palmarès

### Coppa del Mondo
- Miglior piazzamento in classifica generale: 35ª nel 2015
- 1 podio (individuale):
  - 1 vittoria

#### Coppa del Mondo - vittorie
| Data            | Località | Nazione | Spec. |
| --------------- | -------- | ------- | ----- |
| 24 gennaio 2015 | Rybinsk  | Russia  | SP TL |

Legenda:

SP = sprint

TL = tecnica libera